# Silbando
Silbando es un tango con letra de José González Castillo y música de Cátulo Castillo y Sebastián Piana que fue estrenado y grabado. La letra en su primer estrofa ubica la escena en Barracas al sud, nombre por el que se  conocía al partido de Avellaneda, que está ubicada junto al Riachuelo, que en esa época era feudo del dirigente político conservador Alberto Barceló y el Dock es Dock Sud, que era una zona de prostíbulos lindante con la Isla Maciel.

## Los autores
José González Castillo (Rosario, 25 de enero de 1885 - Buenos Aires, 22 de octubre de 1937) fue un conocido dramaturgo, director de teatro, libretista de cine y letrista de tango argentino. Entre el centenar de obras de teatro que escribió se destacan El Parque, La mujer de Ulises Luiggi, La serenata, Los invertidos, La mala reputación, escrita en colaboración con José Mazzanti y Los dientes del perro con Alberto T. Weisbach. Escribió tangos muy difundidos luego, como Sobre el pucho (1922), sobre música de Sebastián Piana, Griseta (1924) y Organito de la tarde. Fundó la Universidad Popular de Boedo, la segunda universidad popular de Argentina, donde estudiaron miles de alumnos durante más de veinte años. En su homenaje se le dio su nombre a la esquina SE de San Juan y Boedo.

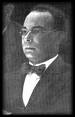
José González Castillo

Cátulo Castillo (Buenos Aires, 6 de agosto de 1906 - ídem, 19 de octubre de 1975), cuyo nombre completo era Ovidio Cátulo González Castillo, fue un poeta y compositor argentino de tango autor, entre otros, de los tangos Organito de la tarde, Tinta roja y del vals Caserón de tejas, ambos con música de Sebastián Piana, María y La última curda con música de Aníbal Troilo.
Sebastián Piana ( Buenos Aires, Argentina, 26 de noviembre de 1903 - ídem 17 de julio de 1994) fue un conocido músico, compositor, director de orquesta y pianista argentino, dedicado a la música de tango. Escribió la música, entre muchas otras obras, de las milongas Milonga del 900, Milonga sentimental, Milonga triste; de los tangos Viejo ciego, El pescante, con letras de Homero Manzi; Sobre el pucho, con letra y colaboración en la música de José González Castillo, y de las milonga-candombes Aleluya -de 1940, con letra de Cátulo Castillo- y Pena mulata, con letra de Homero Manzi.

## Historia
Cuando corría 1922 la fábrica de los cigarrillos Tango, crearon y organizaron el primer concurso de tangos con letra. Sebastián Piana había compuesto la música de un tango que tituló Sabor popular y a sugerencia de un familiar lo llevó a José González Castillo y le propuso que le pusiera una letra para presentarlo al concurso. González Castillo le cambió el título a Sobre el pucho –más acorde con el rubro de la organizadora del certamen-, hizo que agregara una segunda parte y escribió la letra y fue así que obtuvieron el segundo premio.
Un tiempo después fue Cátulo Castillo quien le llevó a Piana la melodía de la primera parte de un tango y le dijo que si le gustaba agregase una segunda. La hizo en un día y la entregaron a José González Castillo, que usualmente escribía la letra con bastante prontitud. En este caso no fue así y demoró, según les explicó, porque la primera parte era casi demasiado sincopada y tuvo que rehacer los versos varias veces.
José González Castillo, que era director de la Compañía del Teatro San Martín, en la calle Esmeralda, llevó el tango a Azucena Maizani, que ya era una cantante consagrada, y la artista lo estrenó en 1925 en esa sala en el marco de la revista La octava maravilla que dirigía Héctor Quiroga. En entrevistas muy posteriores Sebastián Piana ubicaba dicho estreno en 1923, y así lo repiten algunos autores, pero se trata de un error que se evidencia por el programa de la obra. Maizani contó en un reportaje que al día siguiente del estreno habló con Gardel instándole a grabarlo porque Silbando era "un tango estupendo". Asílo hizo el cantor ese mismo año acompañado de guitarras e introduciendo su segmento silbado de la melodía y Maizani también lo registro ese año.

## Comentarios
Para José María Otero este tango 

“Es uno de los clásicos del género….Una amalgama de talentos a la que habría que agregar la versión que grabó Gardel y ese silbido que se inventó y quedó patentado para la historia. El detalle preciso y precioso.”

Del Priore y Muchástegui opinan que 

”En cuatro estrofas en las que se produce un quiebre inesperado y exasperante.  González Castillo nos traslada del recorrido de un manso paisaje suburbano, familiar y seguro, a la ominosa escena de un crimen pasional en calidad de testigos. Y las partes musicales , que se repiten sin cambios en un momento y otro amplifican el efecto dramático, precisamente por no acompañarlo.”

## Grabaciones
Después de los registros de Maizani y Gardel de 1925, este último vuelve a grabarlo, acompañado por las guitarras de Aguilar, Barbieri y Riverol en 1930. Entre otros intérpretes que  lo registraron están Armando Pontier, cantando Julio Sosa el 17 de octubre de 1956; Osvaldo Fresedo con la voz de Héctor Pacheco; Edmundo Rivero; Adriana Varela; Alberto Castillo con la orquesta de Enrique Alessio en 1945 y Horacio Salgán con la voz de Ángel Díaz en 1954.